# 크리스 아키노
크리스 아키노(영어: Kris Aquino, 1971년 2월 14일 ~ )는 필리핀의 텔레비전 진행자, 배우이다.

## 출연 작품
- 마이 리틀 보싱스 (2013)
- 시스터라카스 (2012)
- 세건다 마노 (2012)
- 수코브 (2006)
- 펭 슈이 (2004)